# تیک (کوهرنگ)
تیک روستایی است در شهرستان کوهرنگ، بخش بازفت، استان چهارمحال و بختیاری.